# إيهام (اسم)
إِيْهَام هو اسم علم مذكر من أصل عربي، ومعناه هو الوهم والظن.